# Sardis (Missisipi)
Sardis – miasto w Stanach Zjednoczonych, w stanie Missisipi, w hrabstwie Panola. Jestem jednym z dwóch, obok Batesville, ośrodków administracyjnych hrabstwa. Według spisu z 2010 roku zamieszkane przez 1703 osoby - o 335 mniej niż według danych z 2000 roku.
14 km na południowy wschód od miasta znajduje się sztuczne jezioro Sardis Lake. Powstało one w wyniku spiętrzenia rzeki Tallahatchie przez ziemną zaporę, mającą rozwiązać problem częstych powodzi. Zaporę oddano do użytku w październiku 1940 roku.